# E72 (trasa europejska)
E72 – trasa europejska biegnąca przez Francję. Zaliczana do tras pośrednich wschód – zachód droga łączy Bordeaux z Tuluzą.

## Stary system numeracji
Do 1985 obowiązywał poprzedni system numeracji, według którego oznaczenie E72 dotyczyło trasy: Oldenzaal – Lingen – Bremen. Arteria E72 zaliczana była do kategorii „B”, w której znajdowały się trasy europejskie będące odgałęzieniami oraz łącznikami.

### Drogi w ciągu dawnej E72
Lista dróg opracowana na podstawie materiału źródłowego
| Holandia         | droga E72: Oldenzaal – Denekamp – granica z Republiką Federalną Niemiec                                                          |
| Niemcy Zachodnie | - droga B213: granica z Holandią – Nordhorn – Lingen – Haselünne – Cloppenburg – Ahlhorn - autostrada A1 (E3) : Ahlhorn – Bremen |